# 沟海笋属
沟海笋属（学名：Zirfaea）为鸥蛤科的一个属。

## 下级分类
本属包括以下物种：
- 波纹沟海笋 Zirfaea crispata Linnaeus, 1758
- 小沟海笋 Zirfaea minor
- Zirfaea pilsbryi H. N. Lowe, 1931 [1]